# Victor Frankenstein (film)
A Victor Frankenstein (eredeti cím: Victor Frankenstein) 2015-ben bemutatott amerikai sci-fi fantasy-horrorfilm Paul McGuigan rendezében. A forgatókönyvet Mary Shelley Frankenstein című regénye alapján Max Landis írta. A főszereplők James McAvoy, Daniel Radcliffe, Jessica Brown Findlay, Andrew Scott.
Az Amerikai Egyesült Államokban 2015. november 25-én mutatta be a 20th Century Fox. Magyarországon kizárólag DVD-n jelent meg.
Általánosságban negatív kritikákat kapott a kritikusoktól. A Metacritic oldalán a film értékelése 36% a 100-ból, amely 28 véleményen alapul. A Rotten Tomatoeson a Victor Frankeinstein 26%-os minősítést kapott, 115 értékelés alapján. A film bruttósított bevétele 34,1 millió dollár lett, ami a 40 milliós költségvetésével szemben nem igazán teljesített jól.

## Cselekmény
Londonban az ambiciózus orvostanhallgató, Victor Frankenstein (James McAvoy) részt vesz egy cirkuszi előadáson, ahol megmenti egy kötél elszakadása miatt lezuhanó légtornászt, Lorelei-t (Jessica Brown Findlay). Victor segítségére siet a cirkusz rabszolgája, egy névtelen púpos bohóc (Daniel Radcliffe), akivel együttes erővel sikerül megmenteni a súlyosan sérült lány életét. Az orvost lenyűgözi a bohóc hatalmas tudása az emberi anatómiáról, amit lopott könyvekből szerzett. Victor megszökteti a cirkusz fogságából a fiút és orvosi eszközökkel korrigálj testi fogyatékosságát, majd nevet is ad neki nemrég elhunyt szobatársa után: Igor Strausman. A fiú Victor asszisztenseként kísérleteket végez az élet mesterséges megteremtése céljából, de a város vallásos rendőrfelügyelője, Roderick Turpin (Andrew Scott) ezt rossz szemmel nézi.
Az egyik kísérlet során Igor azt javasolja, elektromos energiát kellene használniuk egy szemgolyó mozgatásához, Victor beszerni néhány elhullott állat testrészét, hogy aztán megalkossanak egy hatalmas csimpánzszerű lényt, "Gordon" becenéven. Némi idő elteltével Igor újra találkozik Lorelei-jal, aki jelenleg egy titokban homoszexuális báró szeretőjét alakítja. Igor meghívja Lorelei-t egy egyetemi kísérlet bemutatójára, ami hamar kudarcba fullad, mert Gordon elszabadul, és tombolni kezd, mielőtt Victor és Igor megöli őt. Lorelei elborzad Victor kísérleteitől, majd próbálja lebeszélni Igort a további őrült kutatásokról, de a fiú vonakodik megtenni ezt a lépést, mert úgy érzi, hálából továbbra is segítenie kell Victornak. Victort a kutatásokban Henry nevű bátyja halála motiválja, akinek közvetett módon ő okozta a halálát – apja, Mr. Frankenstein (Charles Dance) pedig Victort hibáztatja a tragédia miatt.
Victort a kísérletei miatt eltanácsolják az egyetemről, de felkeresi őt gazdag, arrogáns osztálytársa, Finnegan (Freddie Fox), aki azt akarja, hogy hozzon létre egy humanoid mesterséges teremtményt. Victor és Igor felvázolnak egy behemótot, akit Prométheusznak neveznek el. Igor mélyülő érzelmei Lorelei iránt hamarosan szakadást okoz a két férfi között. Nem sokkal később Turpin és emberei rárontanak Victor laboratóriumára, hogy megsemmisítsék találmányait. A dulakodás során Trupin elveszti egyik kezét és az fél szemét, míg Victor és Igor Finnegan segítségével megszökik és Finnegan családi birtokára mennek Skóciába, ahol Finnegan biztosítja számukra a szükséges eszközöket, hogy nyugodtan megteremtsék Prométheuszt. Igor nem bízik meg Finneganben, majd elhagyja a helyszínt, miután összeveszik Victorral. Finnegan később elrabolja és megkötözi Igort, felfedve terveit, hogy megöli Victort, amint teljesen befejezte Prométheusz megalkotását. Igort beledobják a Temze folyóba vetik, de túléli a merényletet és Lorelei ápolása menti meg életét.
Hamarosan Igor visszatér Lorelei-jel Finnegan birtokára, hogy megmentsék Victort az elektromos árammal felélesztett Prométheusztól.

## Szereplők
| Színész               | Szerep                       | Magyar hang       |
| --------------------- | ---------------------------- | ----------------- |
| James McAvoy          | Victor Frankenstein          | Hevér Gábor       |
| Daniel Radcliffe      | Púpos bohóc / Igor Strausman | Gacsal Ádám       |
| Andrew Scott          | Roderick Turpin nyomozó      | Bozsó Péter       |
| Jessica Brown Findlay | Lorelei                      | Sipos Eszter Anna |
| Freddie Fox           | Finnegan                     | Moser Károly      |
| Daniel Mays           | Barnaby                      | Kassai Károly     |
| Mark Gatiss           | Mike Howell                  | Haagen Imre       |

További magyar hangok: Andrádi Zsanett, Bárány Virág, Seder Gábor, Turi Bálint, Sarádi Zsolt, Harcsik Róbert, Csányi Dávid, Csuha Lajos, Bordás János, Formán Bálint, Kántor Zoltán, Kapácsy Miklós, Presits Tamás, Szabó Andor, Szrna Krisztián, Tóth Szilvia, Vámos Mónika

## Fordítás
- Ez a szócikk részben vagy egészben  a   Victor Frankenstein (film) című angol Wikipédia-szócikk fordításán alapul.  Az eredeti cikk szerkesztőit annak laptörténete sorolja fel. Ez a jelzés csupán a megfogalmazás eredetét és a szerzői jogokat jelzi, nem szolgál a cikkben szereplő információk forrásmegjelöléseként.